# Wiewiórowo
Wiewiórowo (niem. Viverow) – wieś w Polsce położona w województwie zachodniopomorskim, w powiecie koszalińskim, w gminie Manowo.
W latach 1975–1998 miejscowość administracyjnie należała do województwa koszalińskiego.